# ストルナレッラ
ストルナレッラ（イタリア語: Stornarella）は、イタリア共和国プッリャ州フォッジャ県にある、人口約5,300人の基礎自治体（コムーネ）。

## 地理

### 位置・広がり

#### 隣接コムーネ
隣接するコムーネは以下の通り。
- アスコリ・サトリアーノ
- チェリニョーラ
- オルタ・ノーヴァ
- ストルナーラ